# Список умерших в 1442 году
В этой статье представлен список известных людей, умерших в 1442 году.

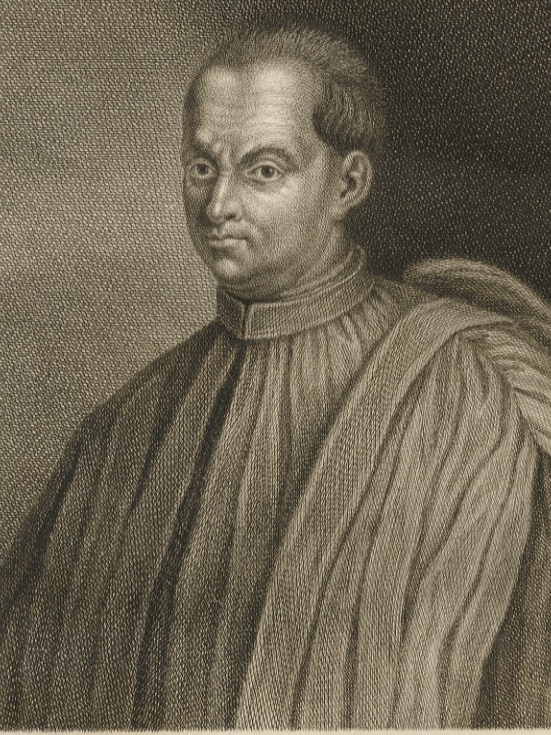
Ринальдо Альбицци

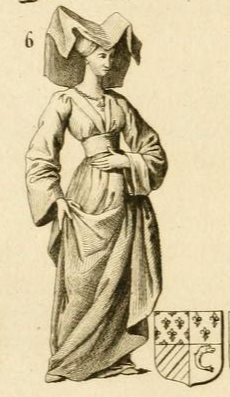
Маргарита Бургундская

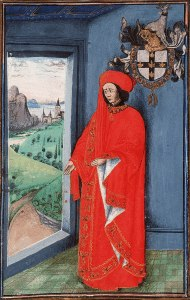
Роланд ван Уткерке

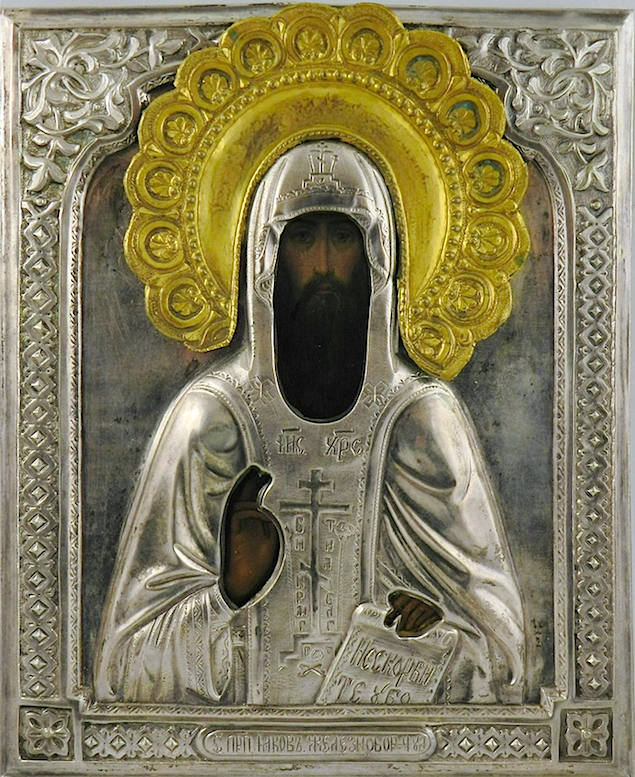
Иаков Железноборовский

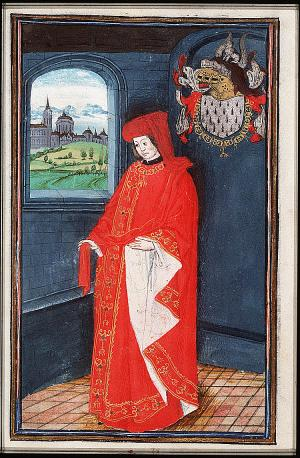
Жан VI Мудрый

Ле Тхай-тонг

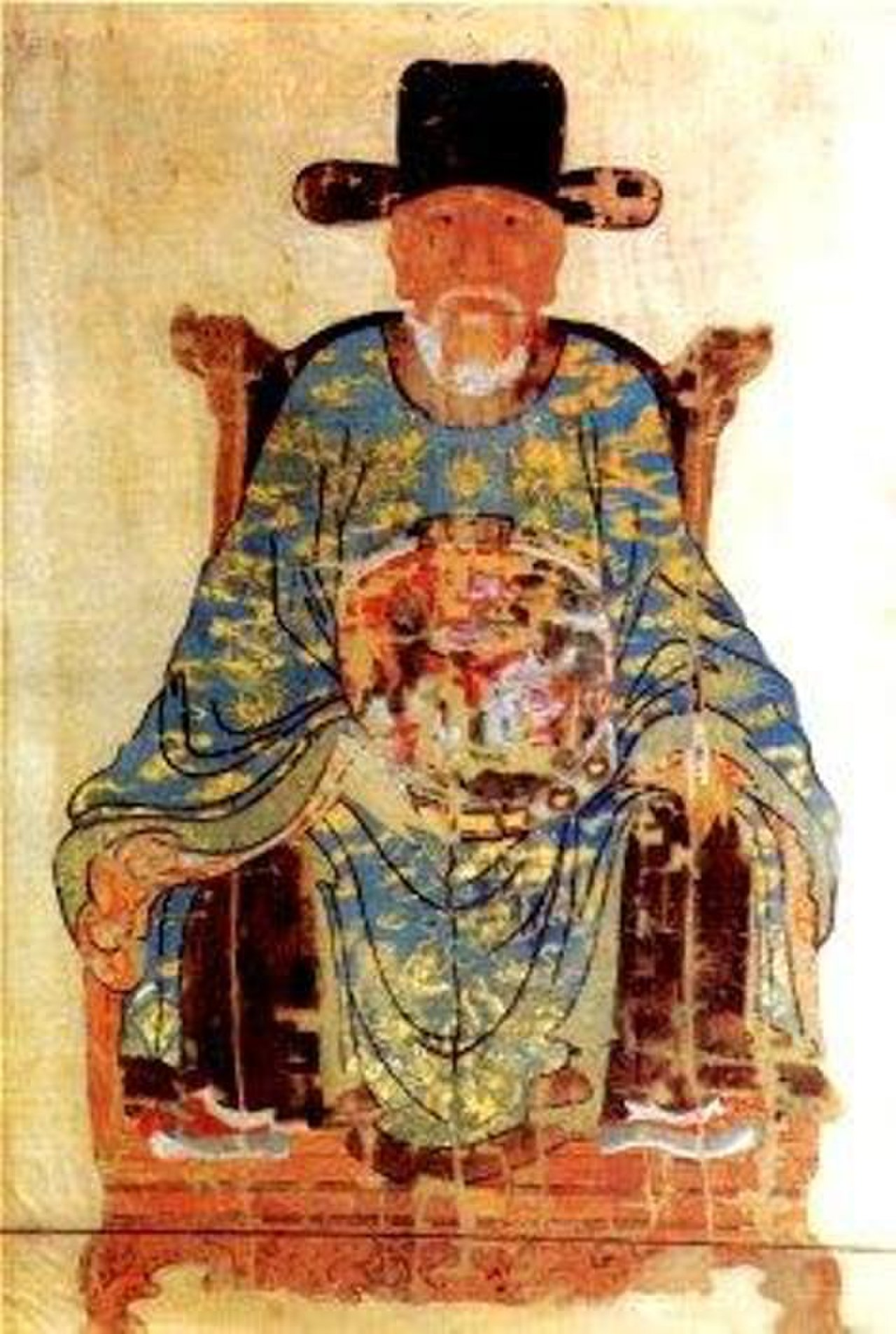
Нгуен Чай

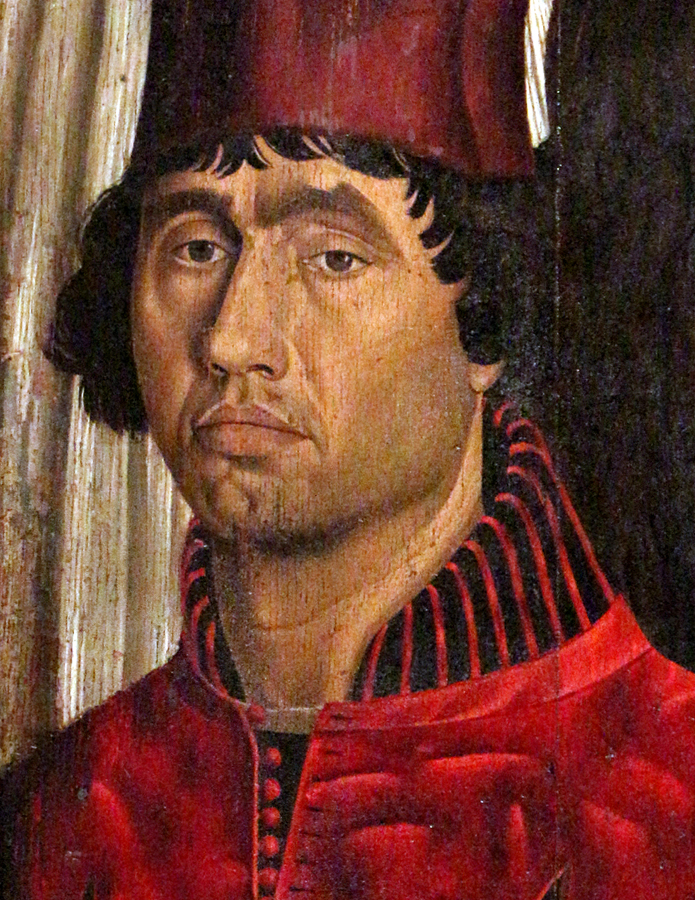
Жуан Португальский)

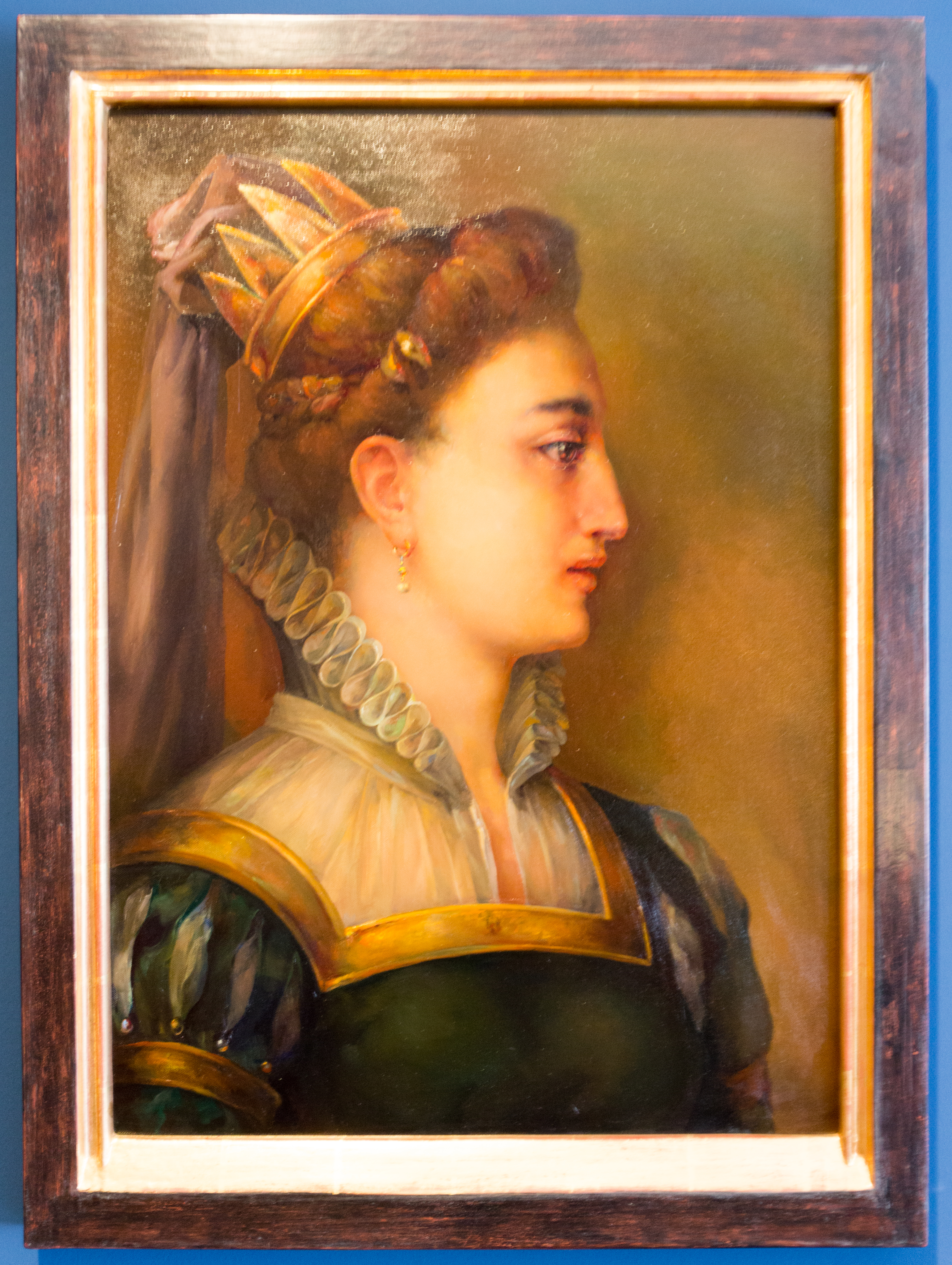
Елизавета Баварская

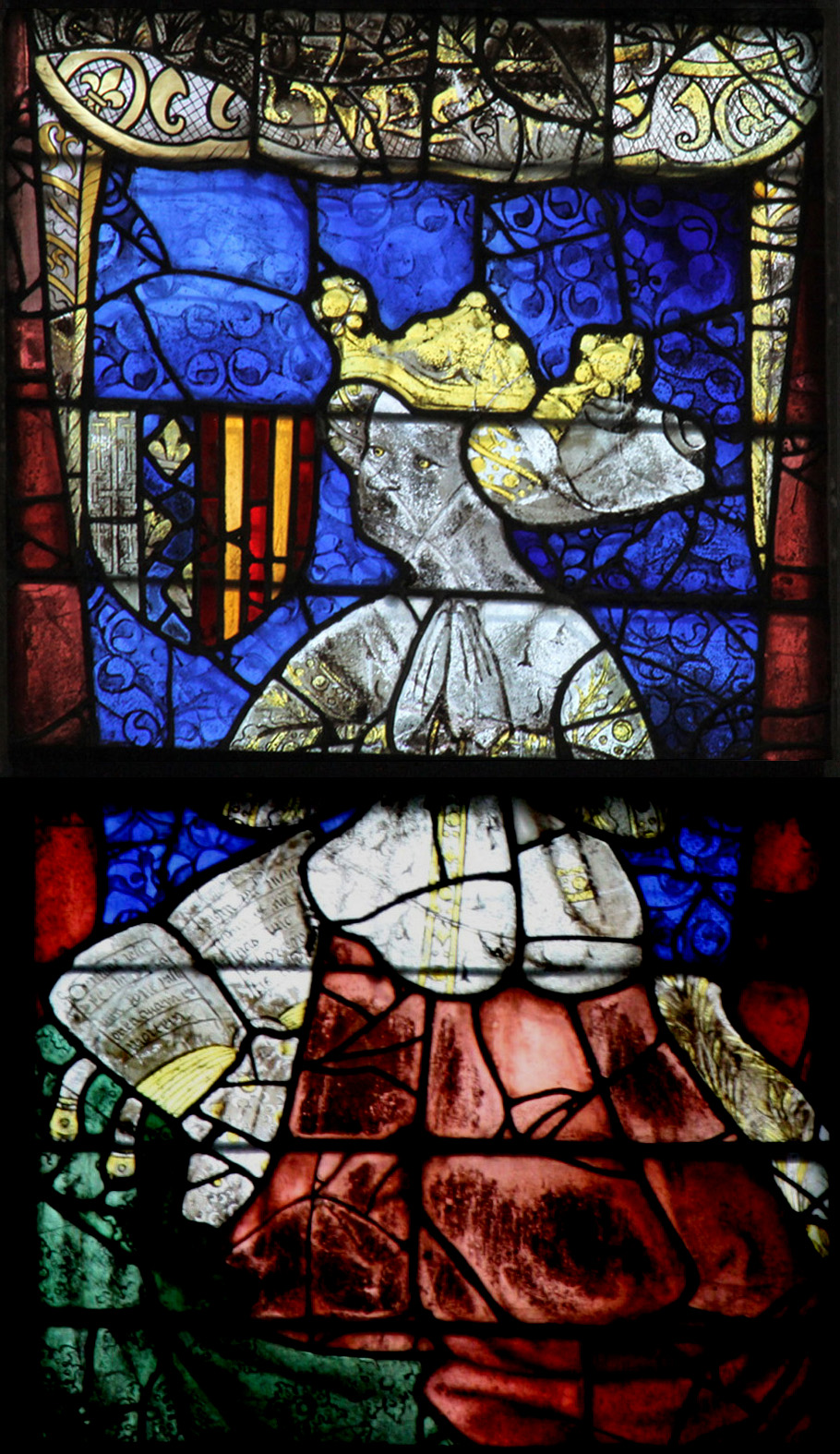
Иоланда Арагонская

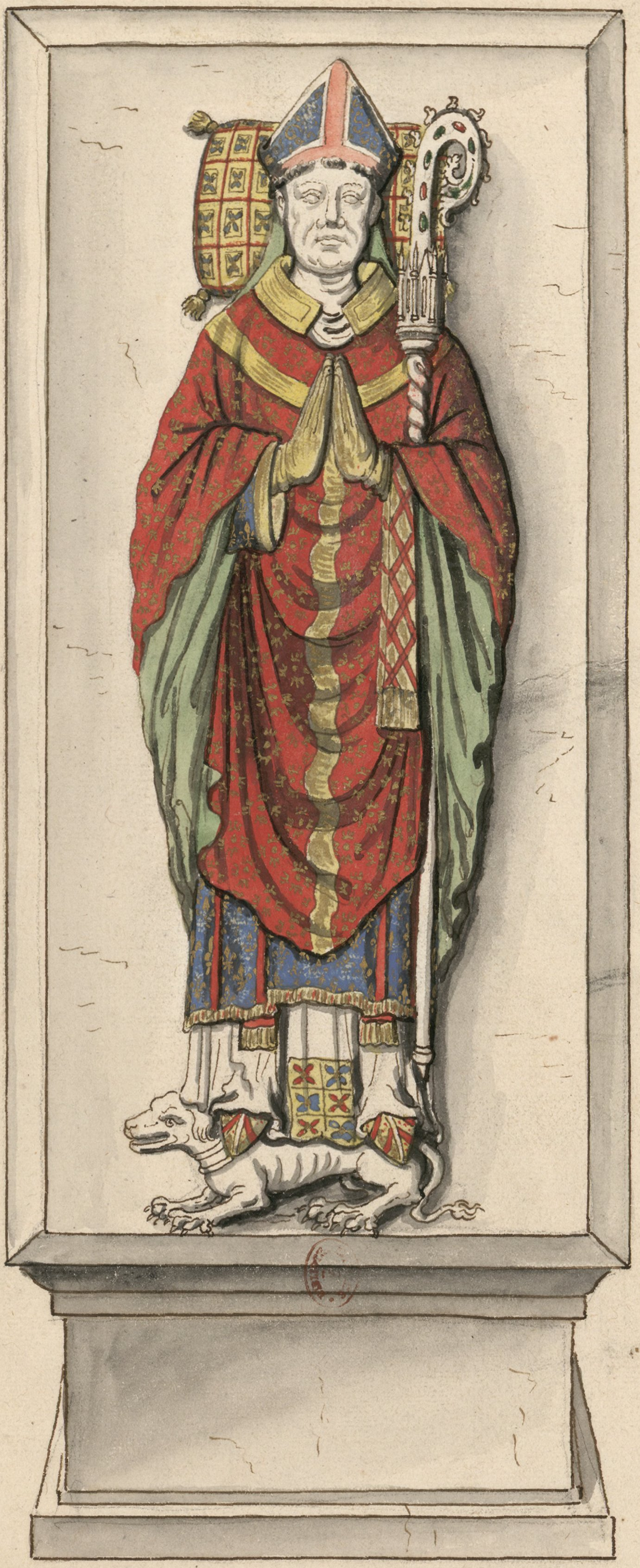
Пьер Кошон

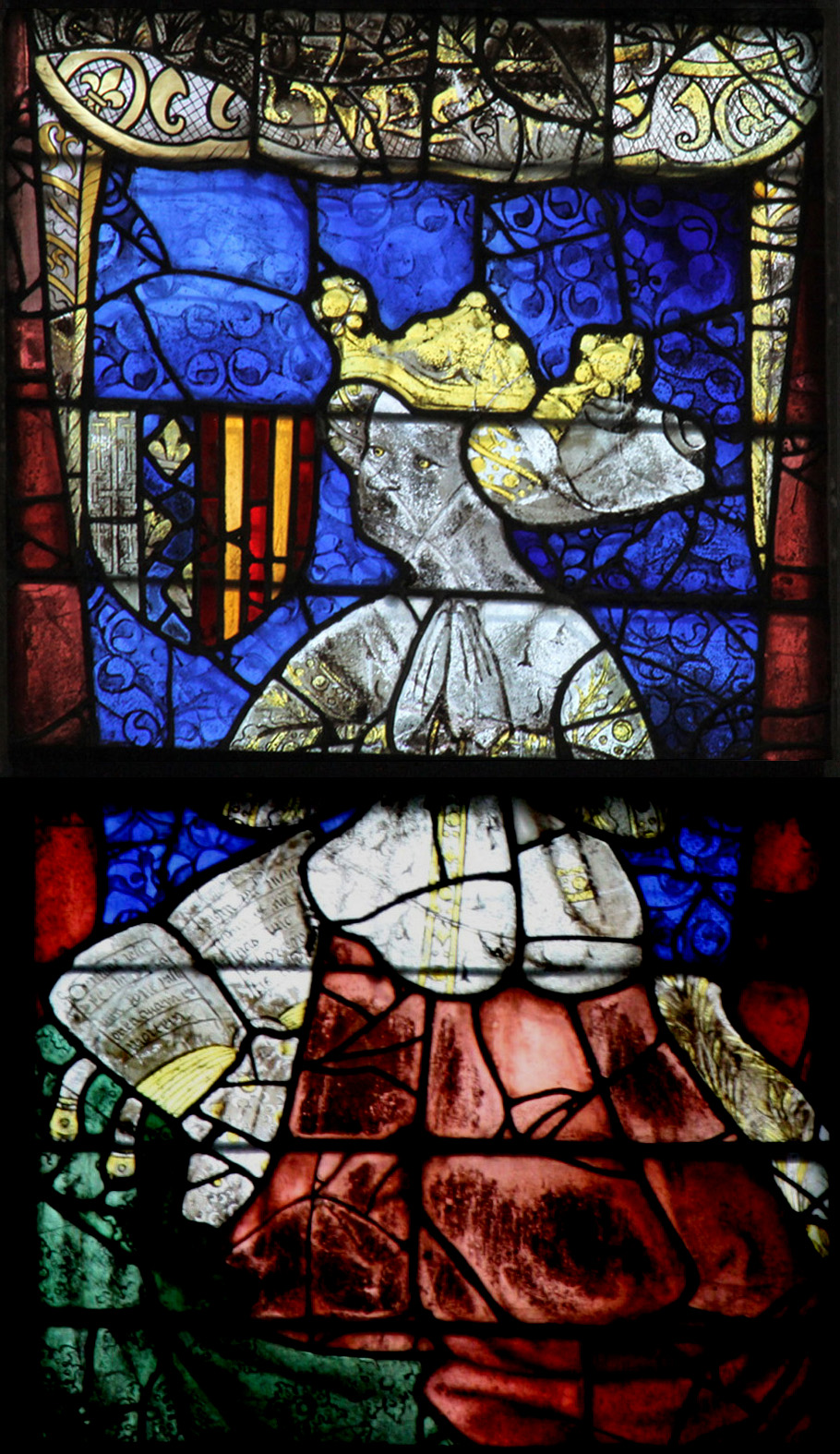
Иоланда Арагонская

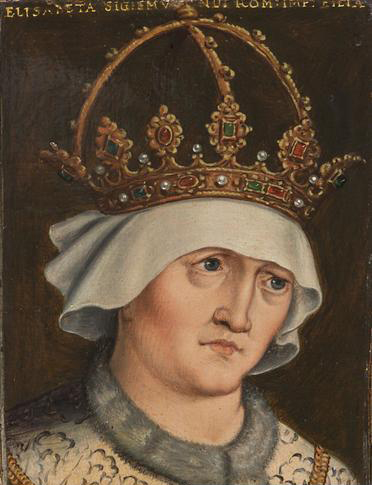
Елизавета Люксембургская

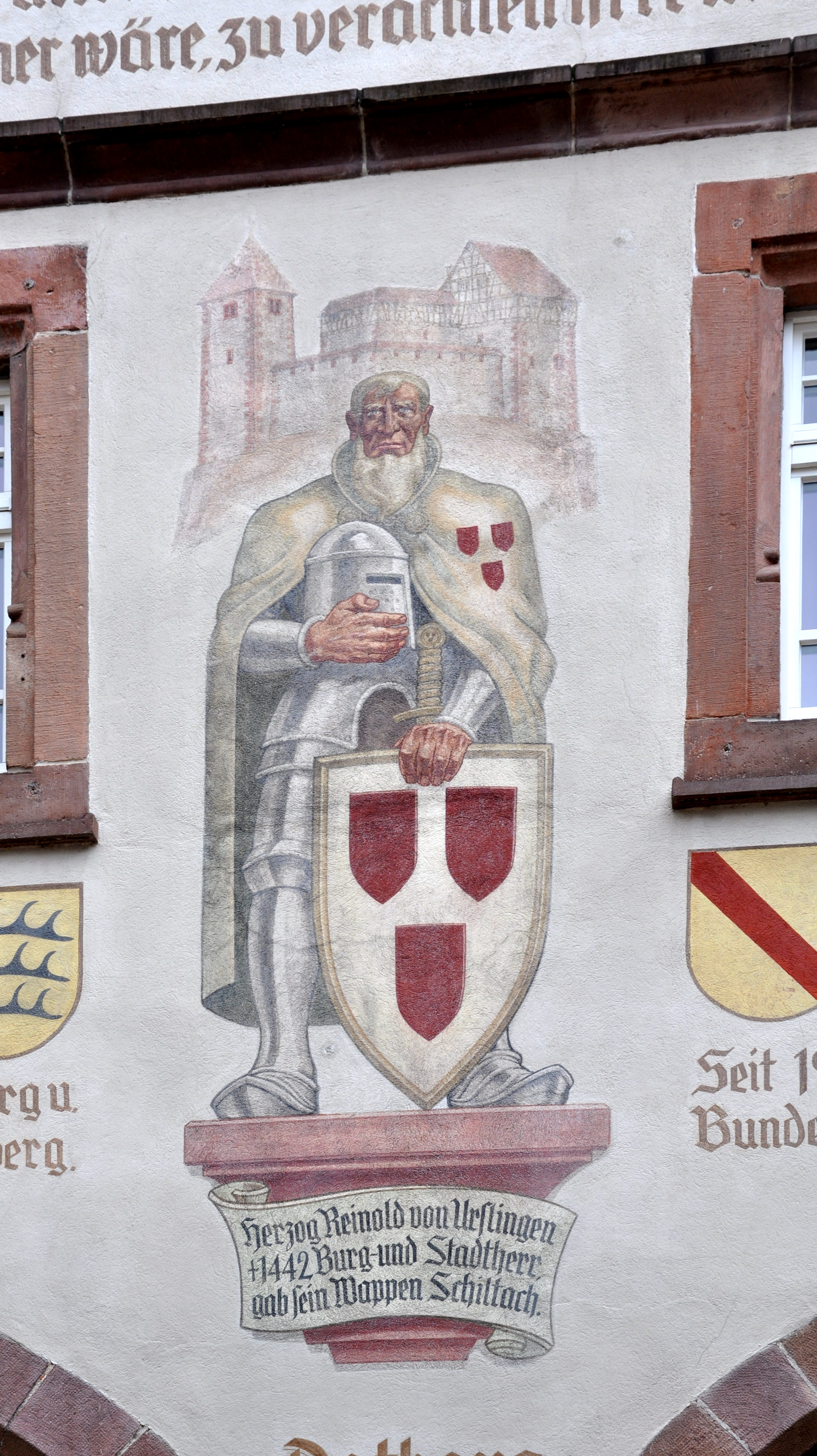
Райнольд VI фон Урслинген

## Февраль
- 2 февраля
  - Альбицци, Ринальдо — флорентийский государственный деятель из знатного рода Альбицци, в 1417—1434 годах глава олигархической партии, фактически управлявшей Флорентийской республикой; умер в изгнании.
  - Маргарита Бургундская  — старшая дочь герцога Бургундского Жана Бесстрашного, герцогиня—консорт Гиени (1402—1442), дофина Франции (1404—1415), жена дофина Франции Людовика Гиеньского, грцогиня-консорт Тура (1423—1424), жена Артура Бретонского
- 8 февраля — Аль-Макризи — египетский историк и географ периода мамлюков.
- 16 февраля — Земовит V Равский — князь плоцкий (1426—1434}, белзский (1426—1434), визненский (1426—1434), равский (1434—1442)
- 23 февраля — Гмунден, Иоганн — австрийский математик и астроном.

## Апрель
- 22 апреля — Уткерке, Роланд ван — бургундский военачальник, государственный деятель и дипломат.
- 24 апреля — Иаков Железноборовский — русский православный святой, преподобный, основатель Железноборовского монастыря

## Май
- 3 мая — Энгельберт I фон Нассау— граф Нассау-Дилленбург из оттоновской линии Нассауского дома (1420—1442).

## Июнь
- 20 июня — Баттиста ди Кампофрегозо Старший — дож Генуэзской республики (1437).

## Август
- 5 августа — Гуго Ланселот де Лузиньян — религиозный и политический деятель Кипрского королевства, архиепископ Никосии (1421—1442), титулярный латинский патриарх Иерусалима (1424—1442), кардинал дьякон Сант-Адриано-аль-Фаро (1426—1431), кардинал-священник Сан-Клементе (1431), кардинал-епископ Палестрины (1431—1436), кардинал-епископ Фраскати (1436—1442)
- 20 августа — Грей, Ричард, 6-й барон Грей из Уилтона —  английский аристократ, 6-й барон Грей из Уилтона с 1396 года.
- 28 августа — Жан VI Мудрый — герцог Бретани, граф де Монфор-л’Амори (1399—1442).

## Сентябрь
- 7 сентября — Ле Тхай-тонг (18) — император Дайвьета (1433—1442)
- 15 сентября — Казимир II Белзский — князь плоцкий (1426—1434), равский (1426—1434), Визна (визненсеий) (1426—1434) и белзский (1426—1442)
- 19 сентября — Нгуен Чай — учёный-конфуцианец, государственный и военный деятель Дайвьета, известный поэт своего времени; казнён по обвинению в отравлении императора Ле Тхай Тонга. Реабилитирован посмертно.
- 25 сентября — Морли, Роберт, 6-й барон Морли — английский аристократ, землевладелец из Норфолка, 6-й барон Морли с 1435 года.

## Октябрь
- 18 октября — Жуан Португальский — инфант  из Ависской династии, магистр Ордена Сантьяго (1418—1442) и коннетабль Португалии (1431—1442).

## Ноябрь
- 13 ноября — Елизавета Баварская — дочь герцога Баварского Фридриха, курфюрстина-консорт Бранденбурга (1415—1440), жена курфюрста Фридриха I
- 17 ноября — Иоланда Арагонская — дочь короля Арагона Хуана I Охотника, герцогиня-консорт Анжуйская, графиня-консорт Прованса (1400—1417),  — номинальная «королева четырех королевств» (Арагон, Сицилия, Иерусалим, Неаполь
- 25 ноября — Брейбрук, Джоан, 5-я баронесса Кобем — английская аристократка, 5-я баронесса Кобем в своём праве (suo jure) с 1434 года.

## Декабрь
- 7 декабря — Андреас из Регенсбурга — средневековый немецкий хронист и теолог, монах-августинец, каноник, затем декан монастыря Санкт-Манга (Св. Магнуса) в Штадтамхофе, автор сочинений по истории Баварии, Священной Римской империи и гуситского движения.
- 18 декабря — Кошон, Пьер — епископ Бове (1420—1432), епископ Лизьё с 1432 года, организатор и председатель руанского инквизиционного процесса над Жанной д’Арк.
- 19 декабря — Елизавета Люксембургская — единственный ребёнок Сигизмунда, императора Священной Римской империи, короля Венгрии и Чехии, герцогиня—консорт Австрийская (1422—1439), королева-консорт Германии (1438—1439), королева-консорт Чехии (1438—1439), королева-консорт и регент Венгрии (1437—1440), жена Альбрехта II.
- 28 декабря — Катарина Брауншвейг-Люнебургская — единственная дочь и второй ребёнок герцога Генриха I Брауншвейгского, курфюрстина-консорт Саксонская (1423—1428), жена Фридриха I Воинственного

## Дата неизвестна или требует уточнения
- Александр Фёдорович Щепа — псковский наместник (1410—1412, 1421—1424, 1429—1434), родоначальник князей Щепиных-Ростовских
- Ахмад-шах I (52/53) — третий султан Гуджарата из династии Музаффаридов (1411—1442).
- Маклауд, Иэн Борб — шотландский дворянин, 6-й глава клана Маклауд (ок. 1402—1442)
- Мехмед-бей Дулкадирид — правитель бейлика (эмирата) Дулкадирогуллары (1399—1442)
- Фёдор Несвицкий — западнорусский князь-магнат, военный и государственный деятель Великого княжества Литовского, староста кременецкий (1432—1435) и подольский (1432—1434), активный участник династической борьбы на стороне Свидригайла.
- Остик — литовский боярин, староста ушпольский (1398—1401), каштелян виленский (1419—1442), возможно умер в 1443 году.
- Райнольд VI фон Урслинген — герцог Урслингена, представитель одноимённой швабской династии.
- Фасих аль-Хавафи — персидский придворный историк
- Фёдор Корибутович — князь-магнат, сторонник великого князя литовсккнязь Збаражский и Несвицкий с 1435 года.
- Свидригайло Ольгердовича, Князь кременецкий (1432—1435), последний князь подольский (1432—1434),